# 阿道夫·塞拉赫
阿道夫·塞拉赫（德語：Adolf Seilacher，1925年2月24日—2014年4月26日）是德国古生物学家，从事进化和生态古生物学工作超过60年。 